# Jérémy Desplanches
Jérémy Desplanches (Genebra, 7 de agosto de 1994) é um nadador suíço, medalhista olímpico.

## Carreira
Desplanches conquistou a medalha de bronze nos Jogos Olímpicos de Verão de 2020 em Tóquio na prova de 200 m medley masculino com a marca de 1:56.17.